# Утробин, Игорь Серафимович
И́горь Серафи́мович Утро́бин (22 июня 1937 года, Пермь — 9 июля 2007 года, Пермь) — советский и российский философ, специалист в области философской теории развития и философской антропологии, доктор философских наук, профессор, декан философско-социологического факультета Пермского университета (1996—2007). Член Президиума Российского философского общества.

## Биография
Родился 22 июня 1937 года в Перми. Окончил с золотой медалью среднюю школу № 9; в 1960 году — с отличием физико-математический факультет Пермского университета.
В 1960–1974 годах работал в вычислительном центре ПГУ инженером, старшим инженером, начальником ЭВМ, начальником вычислительного центра. С 1968 по 1972 годы учился на заочной аспирантуре философского факультета Уральского государственного университета. В 1972 году защитил кандидатскую диссертацию «Роль понятия порядка и беспорядка в анализе информационных процессов».
С 1973 года работал на кафедре философии Пермского университета старшим преподавателем, доцентом, профессором. В 1979–1982 годах был командирован на Кубу в качестве преподавателя-консультанта в Высший педагогический институт имени Э. Х. Варока города Гаваны по дисциплинам «Философские вопросы естествознания», «Диалектический материализм». Также читал спецкурсы в Гаванском университете и ЦК Компартии Кубы.
В 1993 году защитил докторскую диссертацию «Категория сложности в современной теории развития».
С апреля 1996 года по февраль 2007 года был деканом философско-социологического факультета ПГУ, в 1998–1999 годах также был заведующим вновь образованной кафедрой истории философии, с 1999 года был профессором кафедры истории философии.
Участвовал в работе четырех российских философских конгрессов (Санкт-Петербург — 1997, Екатеринбург — 1999, Ростов-на-Дону — 2002, Москва — 2005), ХХ и XXI Всемирных философских Конгрессов: Бостон (1988, США), Стамбул (2003, Турция).
Умер в Перми 9 июля 2007 года после тяжёлой болезни.

## Основные работы
Автор более 130 научных публикаций.
Книги
- Сложность, развитие, научно-технический прогресс. Иркутск, 1991;
- The Notion of Complexity in the Concrete — General Theory of Development (1998);
- Наука, философия, образование — проблемы интеграции (1999)

Статьи
- Роль категории сложности в перестройке философии // Стратегия ускорения и философская наука / гл. ред. В. В. Орлов. Пермь, 1990;
- Философия сложности (онтологический аспект) // Вестник Пермского университета. Вып.3. «Философия». Пермь, 1995;
- Современная форма материализма как исторический результат взаимосвязи науки и философии // Новые идеи в философии. Вып. 3. Пермь, 1995;
- Онтолого-антропологические основания социальных парадигм // Новые идеи в философии. Вып. 6. Пермь, 1997;
- Наука и философия: точки соприкосновения и точки «бифуркации» // Новые идеи в философии. Вып. 9. Пермь, 2000;
- Эвристическая взаимосвязь философии и науки // Новые идеи в философии. Вып. 11. Пермь, 2002.

## Награды
- почётное звание Заслуженный работник высшей школы Российской Федерации (2005);
- медаль «За освоение целинных земель» (1958);
- медаль «Ветеран труда» (1988);
- знак «Победитель социалистического соревнования 1980 года»
- заслуженный профессор Пермского государственного университета (2007).